# Earthworm Jim (televisieserie)
Earthworm Jim (Superworm Jim) is een Amerikaanse tekenfilmserie, geproduceerd door Shiny Entertainment, die gaat over een worm, die dankzij zijn superpak een superheld is en avonturen beleeft. De serie drijft de spot met het typisch Amerikaanse concept van superhelden, ruimteoorlogen en andere vreemde zaken. Er zijn ook verschillende computerspellen gemaakt waarin Earthworm Jim de hoofdrol speelt.
De serie werd lange tijd op de Nederlandse zender Kindernet uitgezonden. De Nederlandse dialoogregie was van Meindert de Goede.
In alle verhalen zitten terugkerende elementen:
- Het Schotse gerecht haggis speelt een grote rol. Vooral omdat Peter er zo van walgt.
- In het eerste seizoen van de serie bevat elke aflevering een kort stukje waarin één van de slechteriken centraal staat. In de aflevering "De slagroomklopper" gebeurt dit niet, omdat Jim het hierin met al zijn vijanden (behalve Slechte Jim) aan de stok krijgt.
- Als Jims thuisstad Terlawg weer eens aangevallen wordt, vragen twee oude mannetjes zich altijd weer af waarom ze Terlawg steeds moeten hebben.
- Aan het eind van elke aflevering valt er een koe bovenop iemand.

## Personages

### De superhelden
- Superworm Jim: Jim was een doodgewone aardworm totdat er een superpak uit de lucht viel, bovenop hem. Sindsdien bestrijdt hij het kwaad, maar dan wel met een hoop pech erbij. In het superpak zitten onder andere een laserpistool, een motorfiets, een raket om op te vliegen, een opblaasknopje en Snot. De Nederlandse stem was van Frans van Deursen.

- Peter Puppie: Peter is Jims hulpje en beste vriend. Een intelligente pup met kleren aan. Eigenlijk is hij zelfs slimmer dan Jim, hoewel Jim soms ook weleens een goed idee heeft. Als Peter woede, angst of pijn voelt verandert hij in een monster, dat enkel door kietelen weer normaal wordt. Dit komt doordat er een boze geest in hem schuilt die hem intelligent maakt. Peter voorkomt echter dat hij bang wordt door te zeggen: "Ik ben niet bang, ik ben niet bang, angst verlamt de geest, angst is de kleine dood die absolute duisternis brengt." De Nederlandse stem was van Stan Limburg.

- Snot: Snot woont in Jims superpak, hij kan behulpzaam zijn door met zijn kleverige substantie Jim rond te laten slingeren, net als aan een liaan. In de tekenfilm series werd hij gebruikt om hem naar zijn batterij in zijn ruimte pak te wijzen. In de computer-games ook voor andere doeleinden die net genoemd zijn.

- Prinses Eh...Dinges!: De prinses is Jims grote liefde. Haar afwijkingen van de heersende norm een schoonheid in Aardse ogen. Ze heeft gezworen haar zusterkoningin Zak-Als-Kont te verslaan, en is dan ook een behendig krijgster. Daardoor heeft ze nooit iets over liefde geleerd.

- De verteller: De verteller vertelt alle verhalen, maar krijgt regelmatig een snauw naar zijn hoofd van de personages. In één aflevering krijgt hij er zelfs genoeg van en vertelt niets meer. De Nederlandse stem was van Jim Burghout.

- Walter Ontmoette Jim in de nor, toen Jim daar onschuldig vastzat dankzij Slechte Jim. Daarna is hij hem nog vaker tegengekomen, maar gelukkig gebruikte hij hem toen niet langer als flosdraad.

- De bond van ruimtehelden: Vrijwel alle superhelden in de serie zijn lid van deze bond. Ook de nevenfiguren. Veel meer functie dan een gezellig vriendenclubje heeft deze bond niet. Lid zijn onder meer: De Hamstinator, Oogleden-binnenste-buiten-keerjongen, Kinkhoestjongen, Johnny Dactyl, de Ruimtekrekels, het Zwaard der Rechtvaardigheid, de Paarse Doordauwer, Zanthor de Meester van het Zwevende Toupet en Onderrugpijnman.

### De superschurken
- Koningin Gezwollen Zwetende Etterende Rottende Walgelijke Misvormde Zak-Als-Kont: Koningin van de planeet Insectica, en zus van Prinses Eh...Dinges. Ze is uit op de verovering van het heelal, en wil daar Jims superpak voor gebruiken. Ze onderneemt zelden zelf iets maar laat dat meestal over aan haar leger Zurps, of aan andere handlangers.

- Professor Aap-op-z'n-kop Boosaardige uitvinder wiens hoofd vastzit aan dat van een vervelende bijdehante aap. Hij creëerde het superpak. Soms werkt hij voor de koningin, soms wil hij zelf de Aarde veroveren.

- Psycho-Kraai: Gestoorde kraai in een ruimtepak. Vroeger als gewone kraai was hij al Jims vijand, en als proefpersoon van de professor intelligent gemaakt is hij nu de "Vloek van de Ruimte". Hij vernietigt er ruimteschepen, en verder knapt hij soms een klusje op voor de koningin. Soms werkt hij samen met de Professor.

- Bob: Boosaardig meesterbrein. Hij woont op La planete de Agua (iedere keer als iemand die naam zegt schreeuwt iets keihard "AYAA!") Als goudvis in een kom laat hij zich bedienen door enorme katten. Hij roept zijn volk vaak op tot vernietiging maar hij is de enige intelligente vis op zijn planeet zodat hij alsnog weinig beginnen kan.

- Slechtheid de Kat: Oeroud wezen, woonachtig op de planeet Stik, waar alle kwaad leeft. Met zijn trawant-rat bij zich (die hij altijd in elkaar slaat), probeert hij voortdurend het heelal te vernietigen. Dit loopt vaak mis waarop hij zegt: "Een tegenvallertje." Later bleek hij verantwoordelijk voor de bezetenheid van Peter. Hij is extra gevaarlijk door zijn lange klauwen en zijn zure haarballen.

- Slechte Jim: Jims tegenpool. Slechte Jim is ontstaan uit een fotokopie van Jims gezicht waar iets chemisch op terechtkwam. Vervolgens werkte hij Jim de cel in om zo de wereld te veroveren. Dit mislukte. Later kwam hij terug en maakte ook tegenpolen van Peter en de prinses. Hij had er weinig aan want de Slechte prinses was afschuwelijk ijdel, en de Slechte Peter veranderde juist in een aardig monster.

## Afleveringen

### Seizoen 1
1. Hulpeloos hulpje ("Sidekicked")
2. Het boek der vernietiging ("The book of doom")
3. De batterij der goden ("Assault and battery")
4. Day of the Fish
5. De worm-veroveraar ("Conqueror worm")
6. Bekleed gevaar ("Upholstered peril")
7. Het zwaard van rechtvaardigheid ("Sword of righteousness")
8. De slagroomklopper ("The egg beater")
9. Forel! ("Trout!")
10. Het grote geheim van het universum ("The great secret of the universe")
11. Breng me het hoofd van Superworm Jim ("Bring me the head of Earthworm Jim")
12. Queen what's her name
13. The anti-fish

### Seizoen 2
1. The origins of Peter Puppy
2. Opposites attack!
3. Darwin's nightmare
4. The exile of Lucy
5. Evil in love
6. Hyper Psy-Crow
7. Peanut of the apes
8. Lounge day's journey into night
9. Wizard of Ooze
10. For Whom the Jingle Bell Tolls